# Marco Galli
Marco Galli, född 8 mars 1957 i Civitavecchia, död 3 oktober 1988, var en italiensk vattenpolospelare. Han representerade Italien vid olympiska sommarspelen 1984.
Galli spelade sju matcher och gjorde sex mål i OS-turneringen 1984 där Italien blev sjua. Han tog VM-guld i samband med världsmästerskapen i simsport 1978 i Västberlin och ingick i det italienska laget som var tvåa i vattenpoloturneringen vid medelhavsspelen 1979.